# 弗朗科尼亞 (亞利桑那州)
弗朗科尼亞（英語：Franconia）是位於美國亞利桑那州莫哈維縣的一個非建制地區。該地的面積和人口皆未知。

## 地理
弗朗科尼亞的座標為34°44′22″N 114°16′06″W / 34.73944°N 114.26833°W，而該地的平均海拔高度為336米（即1102英尺）。